# Certonotus talus
Certonotus talus là một loài tò vò trong họ Ichneumonidae.